# Najmun Nahar
Najmun Nahar Sohagi (en bengali: নাজমুন নাহার সোহাগী; 12 décembre 1979) est une exploratrice-aventurière suédoise, auteure et militante des droits de la personne, d'origine bangladaise. Elle est la première femme musulmane à parcourir 150 pays en portant le drapeau du Bangladesh,.

## Biographie

### Enfance et éducation
Najmun Nahar est né le 12 décembre 1979 à Lakshmipur, dans la division de Chittagong, la division administrative du sud-est du Bangladesh. Elle est la fille de Md. Amin et Tahera Amin, petite-fille d'Al-Haz Ahmed Ullah, un érudit islamique qui a voyagé dans tous les pays du Moyen-Orient de 1926 à 1931. Voyageuse passionnée et inspirée par son père, elle s'intéresse aux livres de voyage,,.
Après avoir obtenu un diplôme en science politique de l'Université de Rajshahi au Bangladesh, Najmun Nahar a fréquenté l'Université de Lund en Suède où elle a obtenu un troisième cycle en études asiatiques. Elle a étudié les droits de l'homme à l'Université nationale de Séoul en Corée du Sud et a fait la recherche universitaire sur le genre et le biculturalisme aux États-Unis et en Suède,.

## Carrière

### Tour du monde
Najmun Nahar a commencé à voyager seul depuis 2000 en visitant Pachmarhi, un district de Bhopal en Inde. Ignorant la peur et l'incertitude, de nombreux dangers sur sa route, elle a exploré les hauts sommets, les fonds marins, les jungles reculées et les domaines de tribus inconnus,. Au cours de son voyage en Afrique, elle a survécu sans nourriture dans la jungle, a mangé de la viande crue pour survivre dans le domaine tribal éthiopien, a passé de nombreuses heures dans l'obscurité de la jungle de mangrove en Guinée Conakry et a été confrontée à des insectes dangereux.

Najmun est une porteuse d'un message de la paix à travers ses voyages. Elle est invitée à partager ses aventures et à prononcer des discours de motivation à travers le monde, ce qui lui a valu de nombreux prix et récompenses.

« Nous pouvons faire quelque chose à notre manière. Je voyage et regarde le monde. Mais mon pays m'accompagne à travers ce drapeau. Il y a l'amour de 160 millions de personnes caché dans ce drapeau. Il y a le sang de nombreux martyrs qui ont perdu la vie dans la guerre de libération. Nous avons eu ce drapeau à cause d'eux »

### Record
Najmun Nahar a créé une histoire sans précédent grâce à ses voyages. Le Zimbabwe, un pays d'Afrique australe, est le centième pays qu'elle ait visité,.

## Récompenses et prix
- 2018: Prix Anannya Top Ten[15]
- 2018: "Flag Girl", honorée par le Gouverneur de Zambie[16]
- 2019: International Peace Torch Bearer Award, États-Unis[16],[17]
- 2019: Miss Earth Queen Award, décerné par FOBANA aux États-Unis[18],[19]
- 2019: Prix de la motivation du Croissant-Rouge
- 2019: Atish Dipankar Médaille d'Or
- 2019: Game Changer of Bangladesh Award[20]
- 2019: Prix international Zonta
- 2019: Youth Globe Award à New York[21]
- 2020: Prix Lakshmi Tarunno
- 2021: Femme la plus influente du Bangladesh